# Mercenari: Pagati per distruggere
Mercenari: Pagati per distruggere (titolo originale: Mercenaries: Playground of Destruction) è uno sparatutto in terza persona ambientato in un futuro relativamente prossimo. È stato progettato dalla Pandemic Studios e pubblicato l'11 gennaio 2005 dalla LucasArts.
È stato pubblicato per Sony PlayStation 2 e Microsoft Xbox. La versione dedicata all'Xbox è retrocompatibile con la console Xbox 360, nonché con le successive Xbox One e Xbox Series X/S.

## Trama
Ambientato nel 2009, la storia inizia con il presidente della Corea del Nord Choi Kim che offre alla Corea del Sud un accordo di pace, sperando nella riunificazione della penisola. Quest'idea spinge i sudcoreani ad investire un grande capitale nella Corea del Nord, a condizione che questa smantelli la sua forza militare. La Corea del Nord accetta, e tutto fa supporre una prossima riunificazione. Ma il figlio del presidente Choi Kim, il generale Choi Song, riluttante all'idea della pace con la Corea del Sud del padre, è convinto che la riunificazione della penisola si debba fare con la forza, per cui fa irruzione alla cerimonia di pace insieme ad altri ufficiali ribelli, uccidendo i delegati delle due nazioni e autoprocalmandosi leader della Corea del Nord.
Divenuto dittatore, fa sequestrare suo padre, fa allontanare tutti gli ambasciatori stranieri, e vieta l'ingresso alla stampa, isolando il suo Paese dal resto del mondo. Pian piano i media iniziano ad occuparsi di altre notizie, fino a quando la Royal Australian Navy non pone in salvo una nave da trasporto nordcoreana in balia di una tempesta. Il comandante e il suo equipaggio hanno però notato che i marinai nordcoreani tentavano di affondare la nave, per cui, essendo un fatto assai sospetto, si misero a perlustrarla. Risultato: nella stiva i militari scoprono delle testate nucleari. Le armi erano dirette ad un'azienda indonesiana, che notoriamente collaborava con diversi gruppi terroristici. Il filo conduttore tra le testate nucleari, i terroristi e la Corea del Nord è apparso subito evidente. Qualche ora dopo i servizi segreti cinesi pubblicano un rapporto, secondo il quale le armi del generale Song sarebbero dotate della sufficiente tecnologia per colpire qualsiasi punto del pianeta. Per evitare il disastro mondiale, l'ONU ha rapidamente creato un esercito composto da soldati provenienti da tutto il mondo, entra in Corea, e sbaraglia una divisione dell'esercito regolare nordcoreano.
Nel frattempo le Nazioni Alleate hanno posto una taglia, sotto forma del valore delle carte da gioco, per gli uomini e donne più pericolosi al servizio di Song. Il generale è ovviamente l'asso di Picche, con un valore che raggiunge i 100 milioni di dollari, se catturato vivo, mentre le altre "carte" iniziano dal valore di 10.000 dollari. Il giocatore sceglie uno dei tre mercenari al servizio della Executive Operations o ExOps, un'organizzazione che accetta contratti sia da enti governativi che da privati, con il compito di catturare o uccidere l'intero mazzo dei 52, prima che il generale Song abbia tempo di completare le sue armi di distruzione di massa. Dopo aver catturato o ucciso gli uomini principali del generale Song, il mercenario si ritrova su un'isola fortificata, ultima fortezza di Song, dove sono custodite le testate nucleari pronte al lancio. In un ospedale trova il padre di Song, il presidente Kim, tenuto prigioniero e torturato per rivelare i codici di lancio dei missili. Dopo averlo liberato dalla prigionia, lo consegna nelle mani degli Alleati, nel frattempo giunti sul posto, e si avventura da solo verso la base in cima alla collina dell'isola: qui deve rapidamente inserire i codici per evitare che le testate esplodano, poi catturare Song. Ci sono diversi finali, dipendenti dalle abilità del giocatore.
Finale 1: il giocatore non riesce a inserire i codici di disattivazione delle testate, per cui queste si dirigono su diverse città i missili ICBM esplodono e distruggono completamente Seul, Tokyo, Mosca o Pechino e causando milioni morti e la cattura o l'uccisione del generale Song.
Finale 2: i missili esplodono nell'atmosfera, salvando le città, e provocando la cattura o l'uccisione del generale Song.
In ogni finale viene mostrato poi come la mafia russa acquisisca sempre maggiore potere in Corea del Nord, e come le forze cinesi e sudcoreane siano ormai in guerra aperta.

## Personaggi

### Personaggi giocabili
I tre personaggi giocabili posseggono diverse caratteristiche, come per esempio muoversi più velocemente rispetto agli altri due o sopportare più danni fisici; inoltre sono in grado di comprendere diverse lingue, e quindi di capire cosa dicono i leader delle diverse fazioni quando si parlano privatamente.
Christopher Jacobs
- 35 anni
- Afro-americano
- Parla inglese e coreano
- Ex soldato Delta Force
- Forte costituzione, abile a sopportare diverse ferite da arma da fuoco ed esplosivi.
- Anni con la Exops: 5

Doppiato da Phil LaMarr.
Jennifer Mui
- 33 anni
- Cinese d'oltremare/britannica
- Nata ad Hong Kong
- Parla inglese e cinese
- Ex agente dell'MI6
- Capacità Stealth, è in grado di muoversi silenziosamente senza farsi avvistare dai nemici.
- Anni con la Exops: 7

Doppiata da Jennifer Hale.
Mattias Nilsson
- 31 anni
- Svedese
- Parla inglese, russo e svedese[4]
- Ex ufficiale di artiglieria della Marina Svedese
- Agile, si muove velocemente sul campo di battaglia.
- Anni con la Exops: 1

Doppiato da Peter Stormare.
Come molti altri giochi per console, Mercenari contiene molti trucchi, alcuni dei quali permettono di giocare diverse simulazioni: ad esempio raccogliendo un certo numero di tesori nazionali si può giocare in modalità Indiana Jones, o in modalità Ian Solo. Ma questo non influenza il resto del gioco.

### Personaggi non giocabili
Generale Choi Song. Detto anche l'Asso di Picche, di lui, nel gioco, si dice che rifiutava l'idea del padre, Presidente Kim, di accettare soldi dalla Corea del Sud. Dopo aver chiuso la sua nazione al resto del mondo, il generale collabora con dei terroristi, spendendo molto del denaro tanto odiato in ricerche sul nucleare e altre tecnologie belliche.
 Presidente Choi Kim. È il legittimo presidente del paese, la Corea del Nord, un uomo di pace che ha l'intento di riunificare pacificamente le due Coree e stabilire una ideologia occidentale. È il padre del generale Song, che viene dato per morto, o meglio, assassinato dalla propaganda del figlio, durante il colpo di Stato, ma più avanti nel gioco si scoprirà che è ancora vivo, anche se barbaramente torturato.
Dung Hwangbo. L'Asso di Fiori, originariamente il ministro degli affari esteri, è anche il comandante della Divisione 39, una specie di mafia sponsorizzata dallo Stato, che si occupava di nascondere ogni forma di corruzione e malcontento, finché il presidente Kim non lo ha destituito.
Generale Chin Chang. L'Asso di Quadri, un altro personaggio del trio di assi che lavorava per Song. Chang è il leader del programma Nucleare: ha supervisionato ogni forma di artiglieria, inclusa la Superarma 07. Il generale Chang è anche l'Asso con più esperienza, e ciò lo rende un bersaglio difficile.
Generale Chul Kang. L'Asso di Cuori, l'ultimo del trio di Assi, lavora per Song, insieme a Chang e Hwangbo. Kang è un esperto scienziato nucleare, creatore della tecnologia ICBM finalizzata al lancio di testate nucleare in tutto il pianeta.
FionaTaylor. L'ufficiale ExOps, assegnato al mercenario, servirà per ottenere informazioni tattiche, strategiche e geopolitiche. Usa il suo accesso ai satelliti per stare, durante le missioni, sempre in contatto con il mercenario.
AdriannaLivingston. La principale reporter del G.S.R.N. nel conflitto in Nord Corea. È lei che riporta le notizie dopo ogni contratto Asso. La voce originale è di Moira Quirk.
Kyle Kowakian. Kyle è il reporter secondario della G.S.R.N., si incarica di descrivere la difficile situazione venutasi a creare alla fine del conflitto.
Colonnello Samuel Garrett. È il colonnello in carica delle forze nel paese. Fin dall'inizio dubita del Mercenario, ma, dopo che questi salva il Q.G. delle N.A. e cattura il due di fiori, inizia a manifestargli rispetto. La voce è di Carl Weathers.
Maggiore Steven Howard. Assistente personale di Garrett. Spiega al mercenario, per conto della N.A., cosa deve fare nel corso di ogni missione. È molto leale verso Garrett, ma rispetta le abilità del Mercenario.
Kyle A. Cooke. Cooke è il nome del pilota che trasporta il Mercenario nelle zone Meridionali e Settentrionali della Corea del Nord con il suo elicottero, l'UH-60.
Agente Mitchell Buford. Agente della C.I.A. sotto copertura, e non ufficialmente parte delle forze della Corea del Sud. I suoi nemici sono la mafia russa, le forze cinesi e le forze nordcoreane. Il suo arcinemico è il Colonnello Peng. Calmo e abile nel pianificare, è felice che il Mercenario lavori per lui. Ha la voce di Bruce McGill.
Maggiore Park. Ufficialmente in carica nelle forze Sud-Coreane, in pratica è l'assistente personale di Buford. È lui che pianifica le missioni in ogni contratto sudcoreano.
Tenente Yung Kim. Kim è l'adetto alla console nel comando sudcoreano. È lui che spedisce le e-mail all'agente Buford.
Colonnello Zhou Peng. A capo dell'Esercito Popolare di liberazione della Cina, è il nemico principale di Buford. Si oppone a nordcoreani, sudcoreani e mafiosi e sembra che abbia degli interessi negli affari delle N.A. All'inizio, dimostra del sarcasmo sulle abilità del Mercenario, ma gradualmente finirà col rispettarlo. Ha la voce di James Hong.
Capitano Kai Liu. Capitano, leale a Peng. Pianifica ogni contratto per i cinesi. Ha la voce di George Cheung.
Sergei Voronov. È il "Boss" della Mafia Russa. Si oppone ad ogni altra fazione. Come dice il suo braccio destro Josef, "potrà sembrare un idiota ma è un killer senza scrupoli." Opera in un sito web che il mercenario può usare per ordinare rifornimenti, veicoli ed attacchi aerei. Ha la voce di Chris Cox.
Josef Yurinov. Probabilmente ex agente del KGB, è l'assistente personale di Sergei nel controllare l'operato della mafia. Molto più calmo del suo boss paranoico, spiega al mercenario ogni contratto stipulato dalla Mafia. Nelle ultime missioni del mercenario per conto della mafia, Josef prenderà il controllo di questa, e cercherà di uccidere Sergei. Ha la voce di Charles Dennis.
Harrison E. Harrison è l'"ufficiale" al di fuori del Garage della Mafia.

## Fazioni
Dopo la scoperta del potere distruttivo in mano a Song, le Nazioni Alleate si sono rapidamente organizzate per invadere la Corea del Nord per impedire l'Armageddon nucleare. Ora cinque potenti organizzazioni, insediate nell'area coreana, si contendono il potere. Alcuni, per motivi diversi, cercheranno di ostacolare l'altro, e questo condurrà il giocatore ad avere come nemico non solo l'esercito nordcoreano.

### Corea del Nord
Sotto la dittatura del generale Song l'industria bellica nord coreana ha prodotto armi di distruzione di massa per portare Song al dominio del mondo. La Corea del Nord è, e, sarà sempre il principale nemico in questo gioco. Le truppe nordcoreane sono per la maggior parte composte da non meglio descritti soldati regolari divisi per tutto il territorio, equipaggiati con fucili automatici AK-47 ed RPG, mentre le forze speciali possiedono fucili di precisione, SVD Dragunov, e mitragliatrici leggere, RPD. I nordcoreani usano una grande varietà di veicoli inclusi veicoli da ricognizione, APC, carri armati russi adattati ed elicotteri da combattimento, ma non sono da considerarsi al massimo in tecnologia, in confronto alle altre nazioni. Da notare che si viene pagati per ogni veicolo nord coreano distrutto. I civili nord coreani, se sentono l'avvicinarsi della battaglia, tentano di fuggire. Se li si uccide si ricevono delle penalità, i cosiddetti, "danni collaterali", per cui si perdono soldi attirandosi l'inimicizia delle altre fazioni.

#### Veicoli della Corea del Nord
Elicotteri Nordcoreani:
- Mil Mi-17 - L'Mi-17 nordcoreano è identico alla sua versione cinese a eccezione dell'armamento, che non possiede, e del colore.
- Mil Mi-2 - È veloce, estremamente manovrabile, ma dalla blindatura leggera, monta anche numerosi razzi per attacchi leggeri, ma a parte questo è molto vulnerabile a missili terra-aria e aria-aria.
- Mi-35 "Hind" - È una versione esportata e sensibilmente migliorata dell'Mi-24 Hind, l'Mi-35 ha una forte blindatura, è invulnerabile ai proiettili di mitragliatrice, ma non alla AA[8] o ai SAM. Possiede una combinazione di mitragliatrice da 23 mm anti-uomo, razzi e missili contro-carro e può portare un equipaggio di 6 persone.
- MD-500 ricognitore - Simile per design e velocità al MD-530 appartenente nel gioco alla mafia, ma con minigun e missili anticarro al posto dei razzi e cannoncini.

Veicoli di terra Nordcoreani:
- BMP-1 APC - Un APC ben armato, ben resistente ai colpi di piccolo calibro. Può portare 4 passeggeri e monta in torretta un cannone da 73 mm.
- BRDM-2 - Ricognitore veloce e manovrabile come pochi. Può portare 2 persone, tu e il cannoniere. Monta una mitragliatrice da 14,5 mm.
- BTR-60 APC - Il BTR-60 possiede 8 gomme da fuoristrada. È stato progettato per il trasporto rapido delle truppe, per cui non ha una buona blindatura, ma monta una mitragliatrice da 12,7 mm.
- Ural-4320[9] Camion da trasporto non armato ma molto resistente ai colpi di piccolo e medio calibro.
- Veicolo di controllo - Questo veicolo disarmato ma ben corazzato crea un'interferenza radar che non permette il supporto aereo o i rifornimenti: è il più avanzato veicolo tecnologico in mano all'esercito nordcoreano.
- FROG-7 - Un missile balistico risalente alla Guerra Fredda, consiste in un camion Zil-135 8x8 dotato di una rampa di lancio per missili. È estremamente suscettibile alle armi da fuoco e può causare una esplosione così forte da causare un effetto domino sui veicoli più vicini. Sfortunatamente il giocatore non può lanciare il missile.
- Ricognitore Sungri - Il più diffuso dei veicoli nordcoreani, è una jeep a tre posti molto simile al BJ2020 cinese, ma monta una mitragliatrice non rotante da 12,7 mm.
- M-1955 Artiglieria - Altro non è che un cannone da 135 mm a lungo-raggio modificabile.
- M-1978 Artiglieria Koksan - A parte qualche dettaglio, l'M-1978 è identico all'M-1955. L'M-1978 è montato su dei cingoli da carrarmato T-54/55 e può essere ruotato di quasi 360°, proprio come il 1955/66, ma non può essere spostato.
- SA-8 Anti-Aerea - Gecko - È la più potente delle unità antiaerea, è un veicolo per due persone, guidatore e puntatore, molto resistente alle armi inferiori al calibro 50.
- Tipo 07 Superarma - Consiste in un enorme cannone montato su cingoli giganteschi, questa terrificante superarma è frutto degli sciagurati esperimenti di Song, capace di colpire obiettivi distanti quanto la Corea del Sud o il Giappone con proiettili radioattivi, è immune a qualsiasi arma o proiettile, eccezione fatta per il missile Cruise BGM-109 Tomahawk, o un'altra superarma Tipo 07; il suo cannone spara proiettili da 7.000 libbre, pari a 3.175 kg. La sua esplosione è paragonabile a quella di 0,2 kilotoni.
- Type 07 Prototipo Superarma - La versione prototipo è più piccola e monta su postazione fissa, ma in quanto a potenza di fuoco è uguale alla versione ultimata.
- T-54 - Un carro armato sovietico modificato, interamente antiproiettile, in grado di sopportare i danni dei razzi. La sua torretta è armata con una mitragliatrice da 12,7 mm e un cannone da 100 mm.
- T-62 - Simile per molti versi al T-54 ma la sua armatura è più spessa, inoltre monta un cannone da 115 mm anziché da 100 mm.
- ZSU-57-2 - È un residuato della Seconda guerra mondiale, ma è ancora eccellente contro gli elicotteri moderni, monta due cannoncini AA da 75 mm, eccellenti anche contro la fanteria e veicoli non blindati pesantemente. Ma a parte questo è vulnerabile ai missili anticarro.

### Corea del Sud
Benché l'esercito sudcoreano faccia ufficialmente parte delle N.A., un'organizzazione separata, chiamata "Unione Sudcoreana", sta inviando il suo esercito in Nord Corea, con l'obiettivo ultimo di riunificare le due Coree. Per compiere questo compito difficile, l'unione sudcoreana si affida anche all'aiuto della CIA e del suo inviato sul campo, l'Agente Speciale Mitchel Buford. Ovviamente questo porta a scontrarsi con la Cina ed il suo esercito. I Sudcoreani posseggono, più o meno, la stessa tecnologia degli alleati, inclusi gli attacchi aerei. All'agente Buford di solito si affidano incarichi di salvataggio o di ricerca. Più avanti nel gioco i Sudcoreani e i Cinesi entreranno palesemente in guerra.
Le forze sudcoreane sono equipaggiate con le stesse armi degli alleati, incluse carabine, lanciamissili anticarro e anti-aerei. Come la controparte alleata, la Corea del Sud possiede gli stessi Humvee, ma di colori differenti. I sudcoreani dispongono anche di forze speciali che ricordano il 707° Commando sudcoreano realmente esistente, armate con la potente H&K Mg 36,, alcuni MP5 e, in aggiunta, un fucile di precisione, l'SVD Dragunov. Le forze meccanizzate e motorizzate sudcoreane consistono in Suv militari con l'aggiunta di un lanciamissili TOW, APC potenziati e un notevole numero di elicotteri. Raccogliendo i progetti delle armi di distruzione di massa di Song, e/o distruggendo i monumenti di Song, si otterrà il favore dei sudcoreani, oppure all'estremo uccidendo i soldati cinesi, nordcoreani o mafiosi.

#### Veicoli della Corea del Sud
Elicotteri Sudcoreani:
- K-60 Trasporto truppe - Quasi identico alla versione americana, il sudcoreano UH-60 differisce solo nella mimetica del colore.
- K-53 Sea Stallion* - Usato solamente per il rifornimento dai sudcoreani, il K-53 è in realtà un CH-53 costruito su licenza.
- LHX Light Elicottero d'Attacco " - L'LHX è un programma di elicotteri avanzati abbandonato dagli Stati Uniti è ripreso dalla Corea del Sud. In verità si tratta di un RAH-66 Comanche, costruito dalla Sikorsky, primo elicottero con capacità "stealth", è un mezzo speciale, infatti lo usano solo pochi gruppi speciali delle forze sudcoreane; monta una mitragliatrice da 20 mm AP e missili sia anti-aerei sia anticarro.

Veicoli da terra sudcoreani:
- Camion da trasporto - Identico alle altre versioni.
- K966 Scout - Identico alla M1025 alleata, ma ovviamente con un motivi mimetico blu/bianco, e un lanciamissili TOW al posto della mitragliatrice.
- K1025 Scout - Interamente identica al M1025, salvo la colorazione.
- K200 APC - Questo grande mezzo e molto resistente ai colpi piccoli e missili controcarro, ma non indistruttibile. Monta un cannoncino AP da 25 mm.
- K200 Sorveglianza - Uguale alla versione APC, rimpiazza il cannoncino AP con un radar da disturbo elettronico.

### Nazioni Alleate
Le Nazioni Alleate fanno riferimento alle Nazioni Unite. In questo gioco le N.A. sono una forza multinazionale di pace comandata dal Colonnello Samuel Garret, e si trovano in Nordcorea con il solo obbiettivo di catturare il mazzo dei 52, incluso lo stesso generale Song, e stabilizzare la regione, anche con aiuti umanitari. In generale le N.A. sono in ottimi rapporti con il mercenario, ma se dovesse uccidere un qualsiasi militare delle truppe alleate, queste gli spareranno a vista. Le N.A. dispongono di una enorme potenza di fuoco, ma le regole a cui sono sottoposte, le causano rallentamenti e incertezze; anche per questo che hanno chiesto aiuto ad un mercenario. Molti degli incarichi per le N.A. sono contro i Nordcoreani.
Le truppe alleate ispirate alle vere forze di pace delle Nazioni Unite con berretti blu e le stesse divise, solitamente dispongono dell'equipaggiamento standard che comprende, una carabina e delle granate, ma non è difficile incontrarle dotate di lanciamissili anticarro antiaerea, fucili contro-carro, e sono supportati da un notevole assembramento di mezzi militari, Humvee pesantemente corazzati, vari APC, diversi carri armati pesanti ed elicotteri da combattimento veloci. Le pattuglie aeree sorvolano frequentemente, e con regolarità il campo di battaglia.
In aggiunta a questo la G.S.R.N. è una rete televisiva mondiale costantemente sul territorio che riprende, e a volte ostacola, il lavoro degli alleati. Infatti, se si venisse a sapere che un mercenario lavora per le N.A. la notizia produrrebbe uno scandalo, ma le queste possono sempre smentire per cui il giocatore non corre alcun rischio. Stranamente le Nazioni Alleate sono favorevoli all'uccisione dei soldati della Mafia Russa, perché rubano le loro tecnologie. Il camion della G.S.R.N. e l'ambulanza presenti nel gioco sono molto simili tra di loro.

#### Veicoli delle Nazioni Alleate
Elicotteri delle N.A.:
- YAH-56 - Elicottero molto simile all'Hughes AH-64 Apache, versione Longbow. Questo elicottero è reperibile solo nelle fasi avanzate del gioco, armato con missili anticarro, missili antiaereo, razzi e mitragliatrice. Questo mezzo è sicuramente il più utile nel dare la caccia ai cattivi, ma pecca nell'armatura; infatti con 1-2 colpi di RPG è possibile abbatterlo.
- Boeing CH-47 Chinook[12]- L'esercito USA ha fornito questo elicottero per trasporti pesanti alle N.A. Infatti si rende utile trasportando per il mercenario APC e altri rifornimenti durante le missioni per le NA.
- Sikorsky UH-60 Black Hawk - Questo elicottero è il più frequente durante il gioco, ogni volta che si cattura viva un "carta" apparirà l'opzione per richiamare uno di questi elicotteri per prelevare una delle "carte".

 Veicoli di terra delle Nazioni Alleate:
- Camion - Semplice camion usato probabilmente per le consegne di armi e medicinali nella zonanon è armato ma è abbastanza veloce.
- M1025 Scout - Classico fuoristrada dell'esercito. La variante alleata monta una mitragliatrice Browning M2, ed è mimetizzato in grigio-verde.
- M1097 Avenger - Questo vicolo per due persone è la versione antiaerea dell'M1025 e monta dei lanciamissili FIM-92 Stinger, utilizzabili contro obiettivi aerei.
- M1126 Stryker ICV (Infantry Carrier Vehicle) - Descritto come il fratello maggiore e più cattivo dell'M1025 è un buon mezzo corazzato dotato anche di otto gomme fuoristrada. È armato con una mitragliatrice M2.
- M1 Abrams - Forse considerato uno dei carri armati migliori al mondo, questo veicolo corazzato è addirittura protetto da uranio impoverito. Nel gioco monta una mitragliatrice M60E4 ed un cannone da 120 mm, inoltre e mosso da un motore AGT-1500.
- M2/M3 Bradley APC - Veicolo per fanteria. Il Bradley delle N.A.è un mezzo per trasporto truppe largamente corazzato e dotato di cingoli, con una capacità di 4 soldati. Inoltre monta un cannoncino M242 Bushmaster da 25 mm ed un TOW-2B Anticarro.

### Cina
L'Esercito Popolare di Liberazione comandato dal Colonnello Zhou Peng, si trova in Corea del Nord, per poterla annettere al territorio cinese una volta destituito Song. Questa strategia entra in collisione con gli interessi della Sud Corea e, in minor misura con la Mafia Russa. La Cina comanda un immenso sistema corazzato di carri armati e pezzi d'artiglieria, ma, come spiega il colonnello Peng, l'esercito popolare e vasto ma lento ad attivarsi. Di solito le missioni di Peng sono, o contro i Sudcoreani o i Nordcoreani. Benché la Cina faccia ufficialmente parte delle na, invia autonomamente il suo esercito nella regione. Le sue uniformi sono di colore neve/urbano e anch'esse utilizzano gli AK-47di tipo 56 e gli RPG. Facendo parte del più grosso esercito del mondo hanno accesso ad un eccezionale numero di mezzi corazzati e anche elicotteri costruiti su licenza. Ce li si può fare come amici distruggendo le postazioni d'ascolto sudcoreane e raccogliendo i tesori nazionali Nordcoreani, oppure uccidendo soldati sudcoreani, mafiosi e nordcoreani.

#### Veicoli della Cina
Elicotteri cinesi:
- WZ-9 Attacco Leggero - Un Eurocopter Dauphin costruito su licenza sul quale sono montati due tubi lanciarazzi.
- Mil Mi-17 - Veicolo cinese usato soltanto per il trasporto di mezzi pesanti, ma come tutti gli altri elicotteri può essere facilmente abbattuto dalla contraerea.
- Sikorsky S-70 - Simile sotto diversi aspetti al UH-60 alleato, la sua unica difesa sono le due mitragliatrici rotanti ai lati.

Veicoli di terra cinesi:
- BJ2020 Ricognitore - Questa macchinamezza coperta è in grado di trasportare un massimo di tre uomini, ma in compenso è molto veloce. Un altro difetto è proprio il fatto di essere aperta: rischio maggiore per i passeggeri.
- Camion - come la sua controparte alleata.
- Camion di benzina- Simile al camion, ma con unagrossa cisternapienadi liquido altamente infiammabile sul retro, si trova solitamente negli aeroporti o nei porti, estremamente vulnerabile al fuoco nemico, alternativamente è possibile usarla come autobomba.
- Carro armato Tipo 80 - Il principale carro da battaglia Cinese, ben corazzato e con un potente cannone da 105 mm, e una mitragliatrice. Per essere un mezzo pesante è veloce.
- Tipo 89 APC - APC armato, è antiproiettile, a parte ovviamente contro i colpi pesanti, monta un lanciamissili TOW e può portare un massimo di 5 passeggeri.
- Carro armato tipo 96 - Unavariante potenziata del tipo 80, il tipo 96 è sensibilmente più largo è più veloce è anche più protetto del suo predecessore. La sua sopravvivenza è garantita da unaspessa armatura, e da un cannone da 125 mm.
- Modello 95 Anti-Aerea - Copia cinese del russo Tunguska-M1, monta 8 tubi lanciamissili 4 per lato e due cannoncini da 30 mm, è una buona arma anche contro la fanteria, e mezzi non corazzati.
- M1955 Artiglieria - Cannone a lungo raggio molto potente capace di distruggere un veicolo corazzato con un solo colpo ben assestato con la sua arma da 152 mm.
- Modello 66 Artiglieria - Molto simile alla M1955, ma utilizzabile solo negli attacchi aerei.

### Mafia Russa
La Mafia Russa si trova in Corea del Nord con l'opportunità di esportare i suoi "prodotti". Non gli importa chi vincerà la guerra, basta che siano liberi di trafficare. Il leader della mafia russa è un gangster di nome Sergei Voronov, sempre aiutato da Josef Yurinov, un ex-agente del KGB. Nelle ultime missioni di gioco Sergei tenterà di far uccidere Josef, ma fallisce. Dopo questo tentativo sarà Josef a prendere il controllo dell'organizzazione, così darà l'opportunità al giocatore di uccidere il suo vecchio boss. Anche se la mafia non è un vero e proprio esercito, dispone comunque di un notevole numero di uomini addestrati a uccidere. La mafia inoltre gestisce un sito chiamato "Merchant of Menace", accessibile tramite il palmare che il mercenario porta sempre con sé, dove il giocatore può, dopo aver ottenuto l'accesso a:
- Attacchi aerei - I mafiosi reindirizzano bombardieri e caccia nemici e altri attacchi.
- Rifornimenti - I mafiosi ti consegneranno tramite i loro elicotteri ogni prodotto disponibile dà le armi ai medicinali.
- Mezzi - I mafiosi ti consegneranno quasi ogni mezzo disponibile inclusi alcuni tipi di elicotteri, ma mai i carri armati.

Gli uomini della mafia sono sempre vestiti di nero. Mentre i criminali comuni hanno un passamontagna, i capi gruppo indossano occhiali da sole. Un modo rapido per entrare nelle loro grazie e rubare un veicolo alle altre fazioni e consegnarlo al loro garage. Ironicamente, il loro sito internet Menace.ru è realmente esistito e fungeva da sito ufficiale del gioco.

#### Veicoli della Mafia Russa
Elicotteri dei mafiosi:
- Kamov Ka-50 - Un avanzato elicottero da combattimento che evidentemente i mafiosi hanno rubato all'esercito russo, del Ka-50 ne esiste un unico esemplare in tutto il gioco, è armato con missili controcarro, cannoncino e razzi, ed è ben protetto dal fuoco nemico.
- MD-530 Elicottero da ricognizione - Un elicottero estremamente veloce e manovrabile ma pecca di insufficiente blindatura, armato con mitragliatrici da 12,7 mm e razzi.
- Mil Mi-26 - Molto simile al cinese Mi-17, il Mi-26 si può vedere solo quando i mafiosi consegnano un veicolo da terra o rifornimenti pesanti e non è pilotabile.

Veicoli da terra della Mafia:
- Hummer H2 SUV della Mafia russa - Un Hummer H2 rinforzato da unapesante armatura che gli permette maggiore protezione dal fuoco nemico, monta anche un mitra da 12,7x99 mm, il SUV è veloce più delle altre controparti delle altre fazioni è può trasportare fino a 4 passeggeri.
- VIP Sedan - Disarmata e protetta da solo unacorazza leggera, la Sedan e però veloce agile e lussuosa, è possibile che la macchinasia in realtà unavecchia Volga o Moskvitch.
- Tecnico mitragliatore - Un pickup modificato che monta una mitra da 12,7 mm nella zonabagagliaio.
- Tecnico TOW - Un pickup modificato che monta un lanciamissili TOW.
- Tecnico Lanciagranate - Un pickup modificato che monta un lanciagranate MG da 40 mm, potente, ma dalla distanza ravvicinata può risultare fatale sia per il guidatore che per il mitragliere.

## Attacchi aerei (supporto aereo)
- Superiorità aerea: F/A-22 Raptor - Usato per ripulire i cieli da elicotteri nemici, questo attacco aereo è guidato dal satellite. Nel corso dell'attacco tutti gli elicotteri nemici, e quindi gli occupanti, sono distrutti da missili AIM-120 AMRAAM posti nella stiva del Raptor.
- Fuoco dell'artiglieria - Guidata dal fumo di una granata fumogena rossa e molto imprecisa, ma è l'ideale contro gli edifici più grandi. L'artiglieria è in verità il 7/23 battaglione, lo stesso assegnato al colonnello Peng, che usa obici di Tipo 66.
- Fuoco di fila dell'artiglieria - Identico al fuoco dell'artiglieria ma dura pochi secondi di più.
- Bombardamento dell'artiglieria - Identico al fuoco dell'artiglieria e al fuoco di fila dell'artiglieria ma dura molto di più.
- Antibunker: F-15E Strike Eagle - Questa bomba a guida laser da 1.800 kg è in grado di distruggere la fortificazione più pesante.
- Bombardamento a tappeto: B-52 Stratofortress - A guida satellitare, un B-52 rilascia fino a 12 tonnellate di esplosivo su un'area di 500 metri quadrati uccidendo e distruggendo tutto quanto si trovi nel raggio d'azione.
- Bomba a grappolo: A-10 Thunderbolt II - Questo attacco aereo usa lo stesso sistema di guida del bombardamento a tappeto, un A-10 della USAF, vola sul campo e rilascia una bomba Mk. II/B. Dopo il lancio la bomba si divide in bombe più piccole che cadono.
- Bomba incendiaria: Sukhoi Su-25 - Anche questa a guida satellitare un Su-25 cinese rilascia una bomba che a sua volta rilascia una sostanza infiammabile che cadendo a terra dà fuoco a qualsiasi cosa si trovi sul raggio d'azione.
- Supporto aereo d'attacco I: Lockheed AC-130 - A guida laser, chiama un AC-130 che comincia ad attaccare il bersaglio designato con cannoncini da 20 mm.
- Supporto Aereo d'Attacco II: Lockheed AC-130 - Identico al "I" con l'eccezione che dura di più e il calibro dei cannoncini è 25 mm.
- Supporto aereo d'attacco III: Lockheed AC-130 - Identico alle altre due versioni ma dura molto di più e il calibro stavolta è di 30 mm.
- Attacco caccia Stealth: F-117 Nighthawk - Identico alla bomba Anti-Bunker, con l'eccezione che stavolta è un F-117 a praticarla, questo significa che le difese anti-aeree non entreranno in azione.
- Attacco bombardiere Stealth: B-2 - Molto potente come attacco aereo, usa lo stesso sistema d'attacco del bombardamento a tappeto.
- Attacco missilistico strategico: FROG-7 - A guida satellitare, lancia un missile balistico nordcoreano catturato, molto potente contro gli edifici.
- Attacco Guidato: F-15E Strike Eagle - Lanciato da un F-15 a guida laser è meno potente dell'anti-bunker, infatti usa "solo" 900 kg di esplosivo.
- Bombardamento anticarro: A-10 Thunderbolt II - A guida satellitare, fa chiamare un A-10 per distruggere tutti i veicoli di terra nemici con missili Hellfire S/AG-71.
- Bombardamento con missili Cruise: BGM-109 Tomahawk - Estremamente accurato e potente è un attacco a guida satellitare, ha lo stesso potere d'attacco di una bomba anti-bunker, viene lanciato da un sottomarino sudcoreano.